# Asmundtorp
Asmundtorp – miejscowość (tätort) w Szwecji, w regionie administracyjnym (län) Skania, w gminie Landskrona.
Według danych Szwedzkiego Urzędu Statystycznego liczba ludności wyniosła: 1563 (31 grudnia 2015), 1599 (31 grudnia 2018) i 1624 (31 grudnia 2019).